# Lokomotiva T 201.9
Lokomotiva T 201.9 je posunovací lokomotiva vyrobená v roce 1916 firmou Crochat pro potřeby francouzské armády. Roku 1928 byla prodána do cukrovaru v Nymburce, kde sloužila až do jeho uzavření v 90. letech.

## Vznik a výroba
Už během prvních bojových operací I. světové války se ukázalo, že kouřící parní lokomotiva s natlakovaným kotlem je pro nepřítele snadno zaměřitelným a zranitelným cílem, že provozování stroje s hořícím ohněm pro manipulaci s municí je značně rizikové a pro kouř a spotřebu kyslíku ho nelze použít v uzavřených, špatně větraných prostorách. Vojenské dráhy se tak poohlížely po vhodnějším principu pohonu kolejového vozidla.
Takové lokomotivy vyvinuly ve Francii Ateliers de constructions de locomotives Henryho Crochata. Motorové petrolej-elektrické lokotraktory Crochartovy konstrukce na objednávku francouzského ministerstva války vyráběly v licenci i společnosti Saint-Chamond, Schneider et Cie a další. Celkem tak v letech 1916–1918 vzniklo 515 strojů tří typů: pro normální rozchod dvounápravový 22 L 2 N, větší čtyřnápravový 44 L 4 N, a čtyřnápravový typ 14 L 4 60 pro rozchod 600 mm.
Typu 22 L 2 N bylo vyrobeno až 170 ks, z nich armáda převzala 130 ks, zbylé pak získaly Společnost severní dráhy (la Compagnie des Chemins de Fer du Nord) a Pařížská plynárenská společnost (la Compagnie du Gaz de Paris).

## Technické provedení
Lokotraktor 22 L 2 N byl kapotový, s věžovou kabinou strojvůdce uprostřed. Nápravy byly vedeny rozsochami a odpruženy listovými pružinami. Osazen byl čtyřválcovým zážehovým motorem na petrolej o výkonu asi 120 koní, spřaženým s kompaudním dynamem Crochat 500 V/160 A. Každá z obou náprav byla přes dvourychlostními redukční převod s čelním ozubením (poměr 1/16,2) poháněna vlastním trakčním motorem Thompson-Houston, zavěšeným v pojezdu. Mechanická převodovka poskytovala jízdní charakteristiku ve čtyřech stupních, kdy při rychlosti 3,6 km (I.°) stroj vyvinul 4,5 t tažné síly na obvodu kol, 3 t při 5,75 km (II.°), 2,25 t při 8 km (III.°), a 1,5 t při 12 km (IV.°). Maximální hmotnost posunovaného dílu byla 250 t.
Hmotnost lokomotivy byla 22 t (ve verzi s opancéřováním až 24 t). Brzda byla pouze ruční (u T201.9001 bylo v provozu na vlečce dosazeno průběžné potrubí tlakové brzdy).

## Provoz

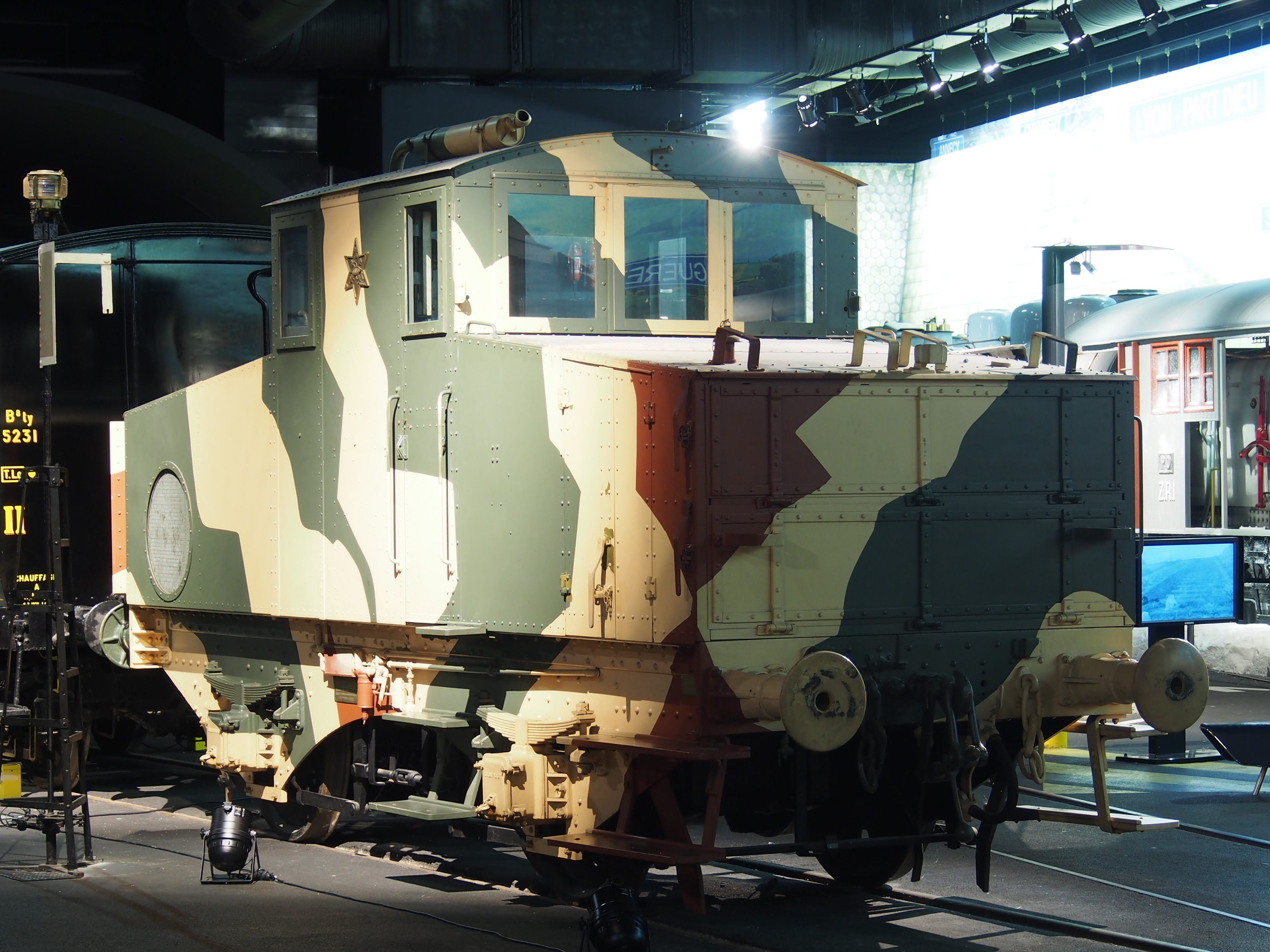
Lokotraktor ALVF (Crochat 22L2N, 1916), 100 let od své výroby. Železniční muzeum Mylhúzy, Francie 2016

Lokotraktory byly určeny pro manévrování s těžkými železničními děly (d'artillerie lourde sur voie ferrée - ALVF), pro posun na vojenských vlečkách za bojovými liniemi, v muničních skladech a v pevnostních objektech.
Po skončení 1. světové války se část vojenského materiálu stala přebytečnou a v letech 1919-1922 byla odprodávána civilním zájemcům. Jeden ze strojů 22 L 2 N se tak roku 1928 dostal na vlečku nymburského cukrovaru, kde s pozdějším označením T 201.9001 s úpravami sloužil až do roku 1997.
Zbylé lokotraktory francouzské armády zůstaly ve službě až do druhé světové války, když dělostřelecké normálie stále předurčovaly použití typu 22 L 2 N pro manipulaci s mobilními děly ALVF. Několik exemplářů ukořistěných v roce 1940 ještě využil německý wehrmacht; z nich některé byly ke konci války zavlečeny dále na východ.

## Zachované lokomotivy
- Lokomotivu T 201.9001 získala roku 1999 už jako neprovozní exponát do své sbírky Zubrnická museální železnice. V roce 2023 byl vnějškově renovován.[pozn. 4][3][2]
- Lokomotiva Crochat 22 L 2 N ve vojenské kamufláži je exponátem muzea Cité du train v Mylhúzách.